# Asilo

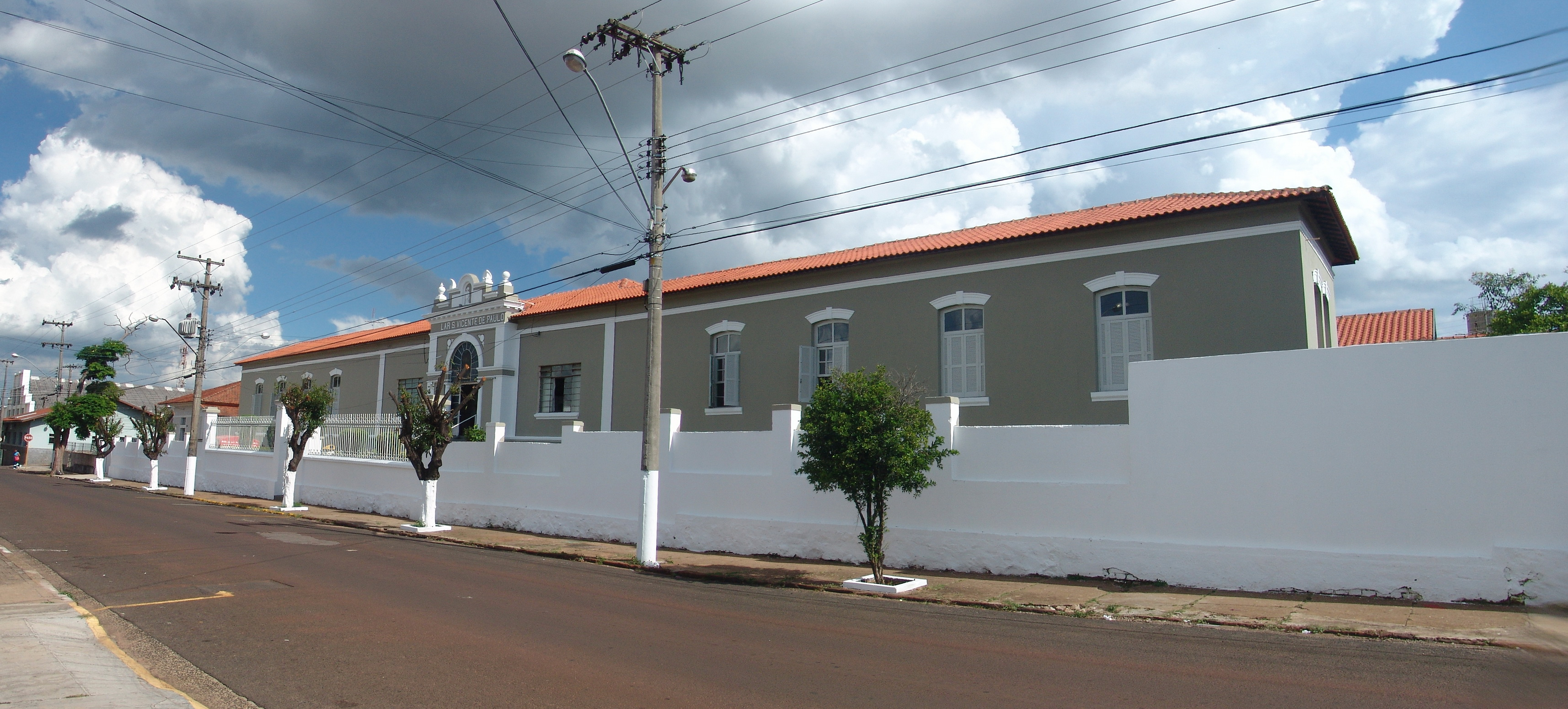
Asilo São Vicente de Paulo (2015) - Avaré

Asilo é um estabelecimento para abrigo, sustento ou educação de pessoas com dificuldades de se manter, como dependentes químicos, idosos ou órfãos. Os asilos para idosos também podem ser designados por outros nomes, como casa de repouso, clínica geriátrica e ancionato. No Brasil, o asilo é formalmente conhecido como instituição de longa permanência de idosos (ILPI).
No Ocidente, a história dos asilos está, em suas origens, ligada ao cristianismo. Há registros, por exemplo, de que um dos primeiros asilos foi fundado pelo papa Pelágio, que transformara sua casa em um hospital para idosos. Já no Brasil Colônia, havia os asilos de mendicidade, que abrigavam velhos, doentes mentais, crianças etc. O primeiro exemplo de abrigo para idosos foi a Casa dos Inválidos, fundada no Rio de Janeiro em 1794, não por caridade, mas sim para abrigar soldados de idade avançada. Posteriormente, fundou-se o Abrigo São Luís para Velhice Desamparada, em 1890.
Tradicionalmente, asilos eram um exemplo das assim chamadas instituições totais, embora esse modelo seja considerado ultrapassado.

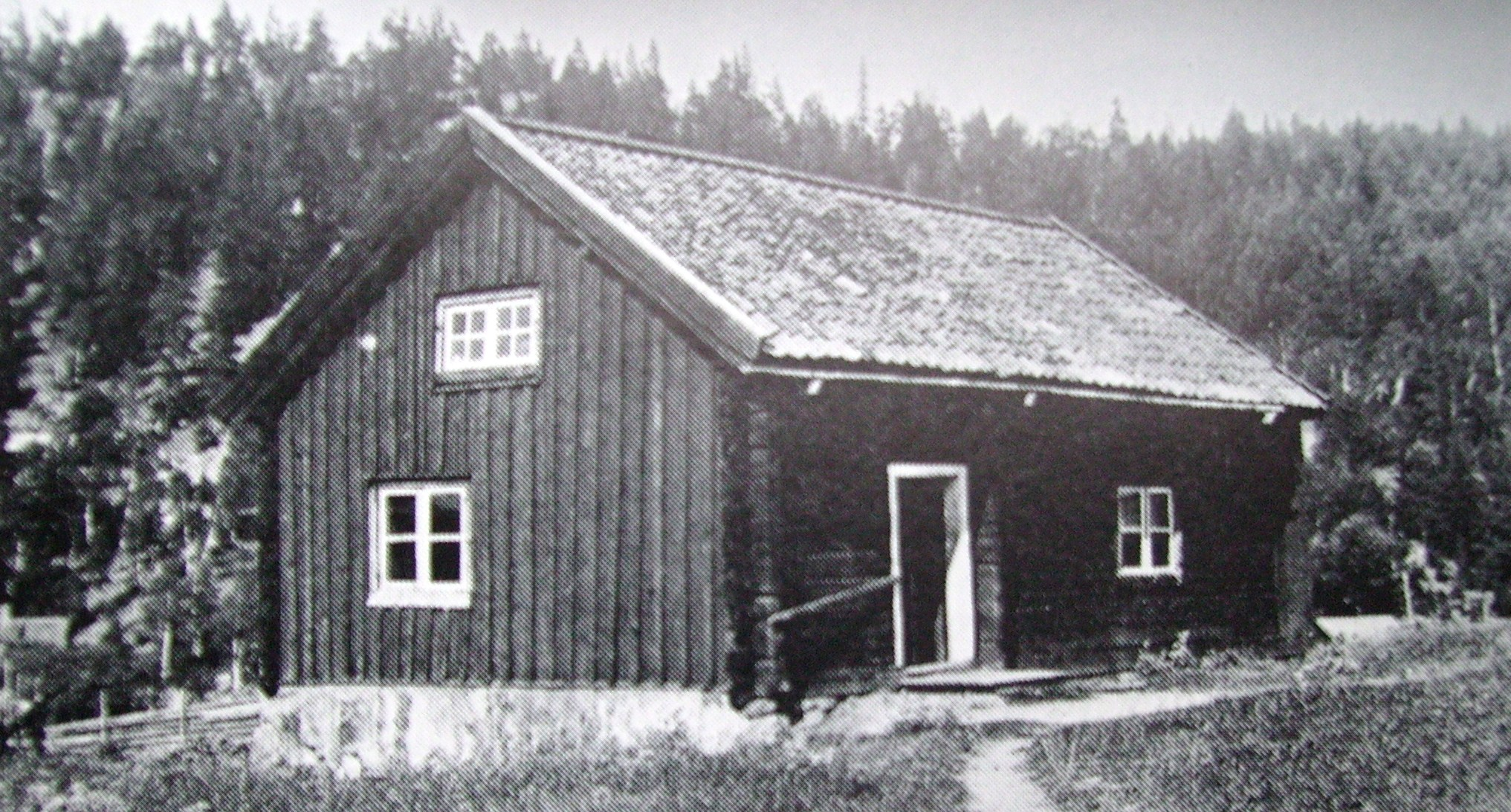
Casa dos pobres na Småland.

Na Suécia, havia casas dos pobres (fattighus) nas zonas rurais, organizadas localmente e reguladas pelas leis provinciais medievais no séc. XII. Com a chegada do cristianismo, foram criadas igualmente casas dos pobres nas cidades, por volta de 1300, subsidiadas pelo imposto eclesiástico (tionde) pago à Igreja. Com a introdução do protestantismo, por volta de 1500, a assistência aos pobres passou a ser tarefa do estado.